# WAsP (program komputerowy)
WAsP (z ang. Wind resource estimation program) – program komputerowy stosowany do ekstrapolacji danych dotyczących warunków i charakterystyk wiatrowych w energetyce wiatrowej. Dane wyjściowe programu opierają się na rozkładzie Weibulla. 
Program bazuje na kilku modelach opisu przepływu powietrza nad różnymi rodzajami terenu i powierzchniami. Ponadto zaimplementowane algorytmy programu uwzględniają analizę przepływu wiatru na terenie zabudowań lub innych przeszkód mających wpływ na wypadkowe parametry wiatru.
W programu WAsP wchodzi 5 głównych bloków obliczeniowych:
1. Analiza danych surowych - bez wcześniejszej obróbki (Analysis of raw data)
2. Tworzenie danych do atlasu wiatru
3. Szacunkowe obliczenia warunków wiatrowych
4. Szacunkowe obliczenia potencjału wiatru
5. Obliczenie rocznej produkcji turbiny/farmy wiatrowej